# Полуторный булинь
Полуторный булинь — узел, образующий незатягивающуюся петлю на конце верёвки; один из вариантов булиня (беседочного узла). Узел имеет меньшую склонность ползти при «переменной» нагрузке, чем булинь (беседочный узел). Рекомендуется закрепить ходовой конец верёвки контрольным узлом.

## Способ завязывания
Завязать булинь (беседочный узел). Ходовой конец верёвки вставить в узел.

## Признаки
Плюсы
- Сравнительно легко развязывать после приложенной нагрузки

Минусы
- Сложно завязывать правильно, легко ошибиться

## Применение
Скалолазание
- Применяют в американском скалолазании (скалы Йосемите) и спелеотуризме для привязывания спортсмена к верёвке

## Булини
- Беседочный узел
- Голландский булинь
- Полуторный булинь
- Водный булинь
- Двойной булинь
- Бегущий булинь
- Два встречных беседочных узла[фр.]
- Двойной беседочный узел
- Тройной булинь[англ.]
- Встречный булинь
- Двойной беседочный узел
- Португальский булинь
- Испанский булинь
- Казачий узел
- Калмыцкий узел
- Эскимосский булинь
- Односторонняя восьмёрка